# Lupinus exaltatus
Espèce
Lupinus exaltatus est une espèce de plantes à fleurs de la famille des Fabaceae. C'est une plante herbacée originaire du Mexique.

## Description
Lupinus exaltatus est une plante à fleurs qui atteint une hauteur d'environ 1,2 m, avec une largeur d'environ 90 cm. La croissance se fait à partir d'une tige centrale qui se ramifie fréquemment. La période de floraison dure plusieurs semaines, de la mi-janvier à la fin mars. Les graines produites sont petites, dures, persistent dans le sol et se développent facilement pendant les mois d'automne. 

## Habitat
L. exaltatus peut être trouvé dans les forêts de chênes, les bords des routes, et les terres perturbées par des activités agricoles.

## Utilisation
Cette légumineuse peut être utilisée comme culture de couverture hivernale car elle forme très bonne végétation pour les jeunes plantations d'agrumes irriguées et est produit un excellent nectar pour le miel.

## Propriétés
Des recherches suggèrent que les extraits de lupin peuvent avoir un effet bénéfique sur la croissance et le rendement de diverses plantes cultivées. L'extrait alcoolique de graines de Lupinus exaltatus introduit à différentes doses dans le sol a augmenté le rendement des fruits du paprika. Les légumineuses sauvages, telles que Lupinus exaltatus contiennent des quantités significatives de protéines, d'acides aminés essentiels, d'acides gras polyinsaturés, de fibres alimentaires, de minéraux et de vitamines essentielles, comparables à celles des légumineuses comestibles, en plus de la présence de composés bioactifs bénéfiques. 

## Systématique
Le nom correct complet (avec auteur) de ce taxon est Lupinus exaltatus Zucc..
Lupinus exaltatus a pour synonymes :
- Lupinus dispar C.P.Sm.
- Lupinus elegans var. exaltatus (Zucc.) C.P.Sm.
- Lupinus ferax C.P.Sm.
- Lupinus fictomagnus C.P.Sm.
- Lupinus grandis Rose
- Lupinus monteportae C.P.Sm.
- Lupinus paraplesius C.P.Sm.
- Lupinus tancitaricus C.P.Sm.